# Leif Shiras
George Livingston Shiras, detto Leif (Norwalk, 28 gennaio 1959), è un ex tennista statunitense.

## Carriera
Ottenne il suo best ranking in singolare il 30 luglio 1984 con la 31ª posizione, mentre nel doppio divenne il 17 ottobre 1988, il 57º del ranking ATP.
Nel 1984 raggiunse la finale del Queen's Club Championships; in quell'occasione, dopo aver sconfitto il ceco Ivan Lendl al primo turno e, in successione, Chip Hooper, Brian Teacher, Guy Forget e Rodney Harmon, venne superato in finale dalla testa di serie numero uno, lo statunitense John McEnroe in tre set, con il punteggio di 1-6, 6-3, 2-6.
La migliore prestazione ottenuta nei tornei del grande slam è il quarto turno raggiunto a Wimbledon nel 1989. A sbarrargli la strada fu lo statunitense Paul Chamberlin in tre set.

## Statistiche

### Tornei ATP

#### Singolare

##### Sconfitte in finale (1)
| Legenda singolare                                    |
| Grande Slam (0)                                      |
| ATP World Tour Finals (0)                            |
| ATP Super 9 / ATP Masters Series (0)                 |
| ATP Championship Series / ATP International Gold (0) |
| ATP World Series / ATP International Series (1)      |

| Numero | Data           | Torneo                             | Superficie | Avversario in finale | Punteggio     |
| 1.     | 11 giugno 1984 | Queen's Club Championships, Londra | Erba       | John McEnroe         | 1-6, 6-3, 2-6 |

### Tornei minori

#### Singolare

##### Vittorie (3)
| Legenda tornei minori |
| Challenger (3)        |
| Futures (0)           |

| Numero | Data             | Torneo                               | Superficie    | Avversario in finale | Punteggio     |
| 1.     | 16 maggio 1983   | Spring Challenger, Spring            | Cemento (i)   | Ross Case            | 6-1, 6-0      |
| 2.     | 29 ottobre 1986  | Fukuoka Challenger, Fukuoka          | Cemento       | Jim Grabb            | 6-3, 1-6, 7-6 |
| 3.     | 23 novembre 1987 | Munich Challenger, Monaco di Baviera | Sintetico (i) | Diego Nargiso        | 7-6, 6-4      |

#### Doppio

##### Vittorie (1)
| Legenda tornei minori |
| Challenger (1)        |
| Futures (0)           |

| Numero | Data         | Torneo                                  | Superficie  | Compagno        | Avversari in finale       | Punteggio |
| 1.     | 9 marzo 1987 | Challenger DCNS de Cherbourg, Cherbourg | Cemento (i) | Paul Chamberlin | Jim Pugh Éric Winogradsky | 7-5, 7-5  |